# Arcanodiscus
Arcanodiscus, rod alga kremenjašica smješten u vlastitu porodicu Arcanodiscaceae i red Arcanodiscales, dio poddivizije Coscinodiscophytina. Sastoji se od pet taksonomski priznatih vrsta

## Vrste
1. Arcanodiscus crawfordianus Goeyers & Van de Vijver
2. Arcanodiscus desmetianus Van de Vijver
3. Arcanodiscus indistinctus Goeyers & Van de Vijver
4. Arcanodiscus plattii Maidana & E.Morales - tip
5. Arcanodiscus saundersianus Goeyers & Van de Vijver

## Drugi projekti
|  | Zajednički poslužitelj ima još gradiva o temi Arcanodiscus |
|  | Wikivrste imaju podatke o taksonu Arcanodiscus             |